# Mary Gilmore
Mary Gilmore (Goulburn, Nueva Gales del Sur, 16 de agosto de 1865 - Sídney, 3 de diciembre de 1962) fue una poetisa y periodista australiana.

## Biografía

### Primeros años
Mary Jean Cameron nació el 16 de agosto de 1865 en Cotta Walla, cerca de Goulburn (Nueva Gales del Sur). Cuando tenía un año, sus padres, Donald y Mary Ann, decidieron mudarse a Wagga Wagga para unirse a sus abuelos maternos, quienes se habían mudado allí desde Penrith.
Su padre obtuvo trabajo como administrador de estación en Cowabbie, 100 km al norte de Wagga Wagga. Un año después, renunció a su puesto para convertirse en carpintero, tanto en Wagga Wagga como en Coolamon, Junee, Temora y West Wyalong. Debido a la constante necesidad de trasladarse constantemente, Mary no recibió una educación formal, con la excepción del tiempo que pasaba en Wagga Wagga, en donde estudiaba con sus abuelos.
Finalmente, su padre compró una propiedad y construyó una casa en Brucedale. Gilmore asistió brevemente a la academia privada de Colin Pentland en North Wagga Wagga, pero después de que esta cerró, transfirió a la Wagga Wagga Public School por dos años y medio. A los 14 años, mientras se preparaba para ser profesora, Gilmore trabajó como asistente en la escuela de su tío en Yerong Creek.
Después de aprobar sus exámenes de enseñanza en 1882, Gilmore aceptó un puesto como profesora en la Wagga Wagga Public School, en donde trabajó hasta diciembre de 1885. Luego de un corto periodo enseñando en Illabo, obtuvo un trabajo como profesora en Silverton. Allí, empezó a escribir poesía.

### Carrera literaria
En 1890, Gilmore se mudó a Sídney, en donde formó parte de la escuela de escritores radicales de la revista The Bulletin. Aunque su mayor influencia fue Henry Lawson, fue Alfred Stephens, el editor literario de The Bulletin, quien publicó los primeros poemas de Gilmore y estableció su reputación como una poetisa radical.
Gilmore viajó con William Lane y otros socialistas australianos a Paraguay en 1896, en donde construyeron un asentamiento comunal llamado Nueva Australia dos años más tarde. Allí, se casó con William Gilmore en 1897. Para 1902, el experimento socialista había fallado y los Gilmore regresaron a Australia, en donde se dedicaron a la agricultura en Casterton en Victoria. Gilmore publicó su primer volumen de poesía en 1910.
En 1908, Gilmore se convirtió en la editora de The Worker, el periódico del sindicato más grande de Australia, la Australian Workers' Union (AWU). Ella fue la primera mujer miembro de este sindicato. A través de The Worker, Gilmore promovió mejores condiciones para las mujeres y niños trabajadores y un mejor trato para los indígenas australianos.

### Últimos años
Para 1931, sus puntos de vista se volvieron demasiado radicales para la AWU, por lo que tuvo que buscar otro medio para expresarlos. Gilmore empezó a escribir una columna para el periódico Tribune del Partido Comunista de Australia, aunque nunca fue miembro del partido. A pesar de sus ideas controvertidas, Gilmore fue nombrada Dama Comandante de la Orden del Imperio Británico en 1937. Durante la Segunda Guerra Mundial, escribió el poema patriótico No Foe Shall Gather Our Harvest.
Durante sus últimos años, Gilmore se separó de su esposo y se mudó a Sídney. Antes de 1940, había publicada seis volúmenes de poesía y tres libros de prosa. Luego de la guerra, publicó varios volúmenes de memorias. Gilmore murió a la edad de 97 años y recibió un Funeral de Estado.

## Reconocimientos
Una fotografía de Gilmore aparece en el billete de diez dólares australianos junto a una ilustración inspirada por No Foe Shall Gather Our Harvest y el texto del poema. En 1973, fue honrada con una estampilla postal emitida por el Australia Post.